# Salix babylonica
Il salice piangente (Salix babylonica L.) è un albero della famiglia delle Salicaee, originario della Cina e della Corea. È uno dei salici maggiormente utilizzati come pianta ornamentale.

## Descrizione
Il salice piangente è un albero deciduo che raggiunge normalmente l'altezza di 10–15 m (può arrivare a 25), i rami sono penduli e sottili, caratteristica esaltata nelle varietà ornamentali. L'albero assume così un portamento particolare, riverso in basso.
Le foglie sono disposte a spirale, di colore verde chiaro, strette e lunghe (0,5-2 x 4–16 cm), appuntite, con margini finemente seghettati. In autunno, prima di cadere, diventano giallo dorato.

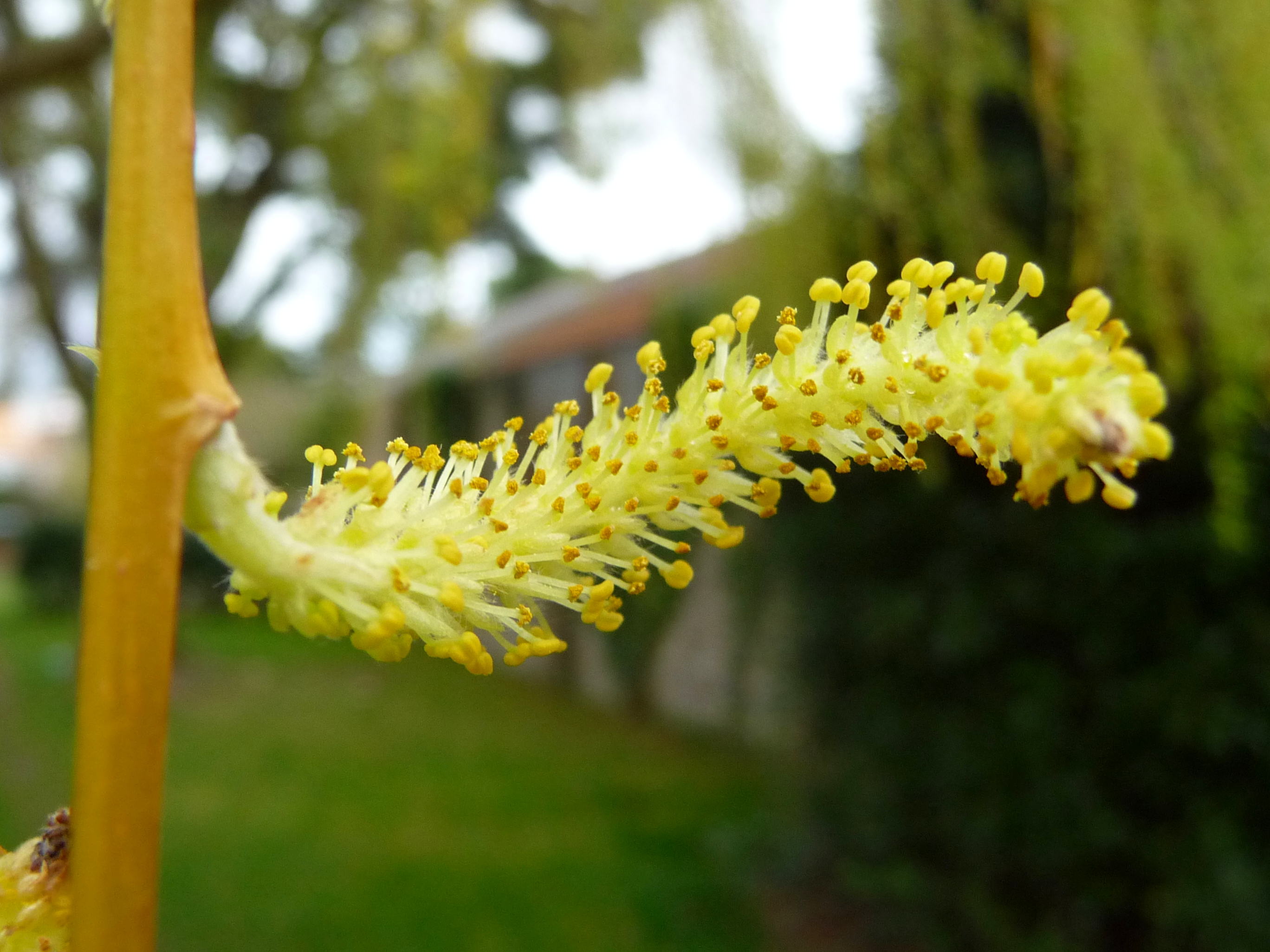
Amento di Salix babylonica

I fiori, come in tutti i salici, sono riuniti in amenti, che appaiono precocemente in primavera. Gli amenti maschili e femminili compaiono su alberi distinti (pianta dioica).
I frutti sono capsule, con molti piccoli semi provvisti ciascuno di un ciuffo di peli bianchi e setosi.

## Distribuzione e habitat
In natura, Salix babylonica è limitato alle regioni temperate della Cina e della Corea.
Già in tempi remoti si diffuse l'uso di questo salice per scopi ornamentali, prima in Cina e poi, seguendo la via della seta, verso occidente.

## Varietà e ibridi
Sono note le seguenti forme:
- Salix babylonica f. babylonica
- Salix babylonica f. annularis (J.Forbes) Asch.
- Salix babylonica f. pendula (C.K.Schneid.) Geerinck
- Salix babylonica f. rokkaku Kimura
- Salix babylonica f. tortuosa Y.L.Chou
- Salix babylonica f. umbraculifera (Rehder) Geerinck

Per scopo ornamentale, sono inoltre molto usati gli ibridi con Salix alba (denominato Salix × sepulcralis) e con Salix × fragilis (denominato Salix × pendulina). 
La varietà ornamentale attualmente più diffusa in Europa è Salix × sepulcralis 'Chrysocoma', indicata anche come Salix × chrysocoma.